# Саскылах (аэропорт)
«Саскылах» — аэропорт местного значения в поселке городского типа Саскылах Якутии.

## Принимаемые типыВС
- Ан-2,
- Ан-12,
- Ан-24,
- Ан-26,
- Ан-28,
- Ан-30,
- Ан-32,
- Ан-38,
- Л-410,
- Як-40,
- вертолёты всех типов[1].

## Показатели деятельности
| год             | 2014 | 2015 | 2016 | 2017 |
| тыс. пассажиров | 13,1 | 12,8 | 15,0 | 13,7 |
| Источники:      |      |      |      |      |